# Éclipse solaire du 23 août 2044
Une éclipse solaire totale aura lieu le 23 août 2044.

## Parcours

Carte animée de l'éclipse.

Cette éclipse totale commencera sur la côte ouest du Groenland, passera ensuite par les iles du Nunavut, pour toucher le Canada continental où elle aura son maximum. Elle finira au nord des États-Unis.